# Червона Балка Північна
Черво́на Ба́лка Півні́чна — ландшафтний заказник загальнодержавного значення в Україні. Розташований у Тернівському районі міста Кривого Рогу.
Площа заказника — 28,3 га. Оголошений об'єктом природно-заповідного фонду постановою РМ УРСР від 12 грудня 1983 № 49.

## Загальні відомості
Балка Північна Червона розташована на території північно-західної околиці міста Кривого Рогу, колишнє рудоуправління ім. Леніна.

## Характеристика
Площа балки становить 54,3 га, довжина 36 км. По днищу балки протікає струмок, який бере початок із ставків у селищах Романівка та Чапаєво, поблизу житломасиву ім. Леніна. Закінчується на межі з дачним кооперативом «Восход», від якого починається Ленінське водосховище, що виходить до автомобільної траси на Веселі Терни. У балці на денну поверхню виходять породи продуктивної залізорудної товщі палеопротерозойського віку, відслонюються сланцеві та залізисті горизонти, які утворюють невеликі за розмірами розрізнені скельні виходи на обох схилах. Трапляються також брили імпактитів та відслонення пісковиків зі скам'янілими рештками рослин. Існує версія спеціалістів, що 360–400 млн років тому в районі сучасних Тернів впав метеорит і утворив Тернівський кратер, на місці якого тепер розташована балка Північна Червона та Першотравневий кар'єр ПівнГЗК.

## Історія

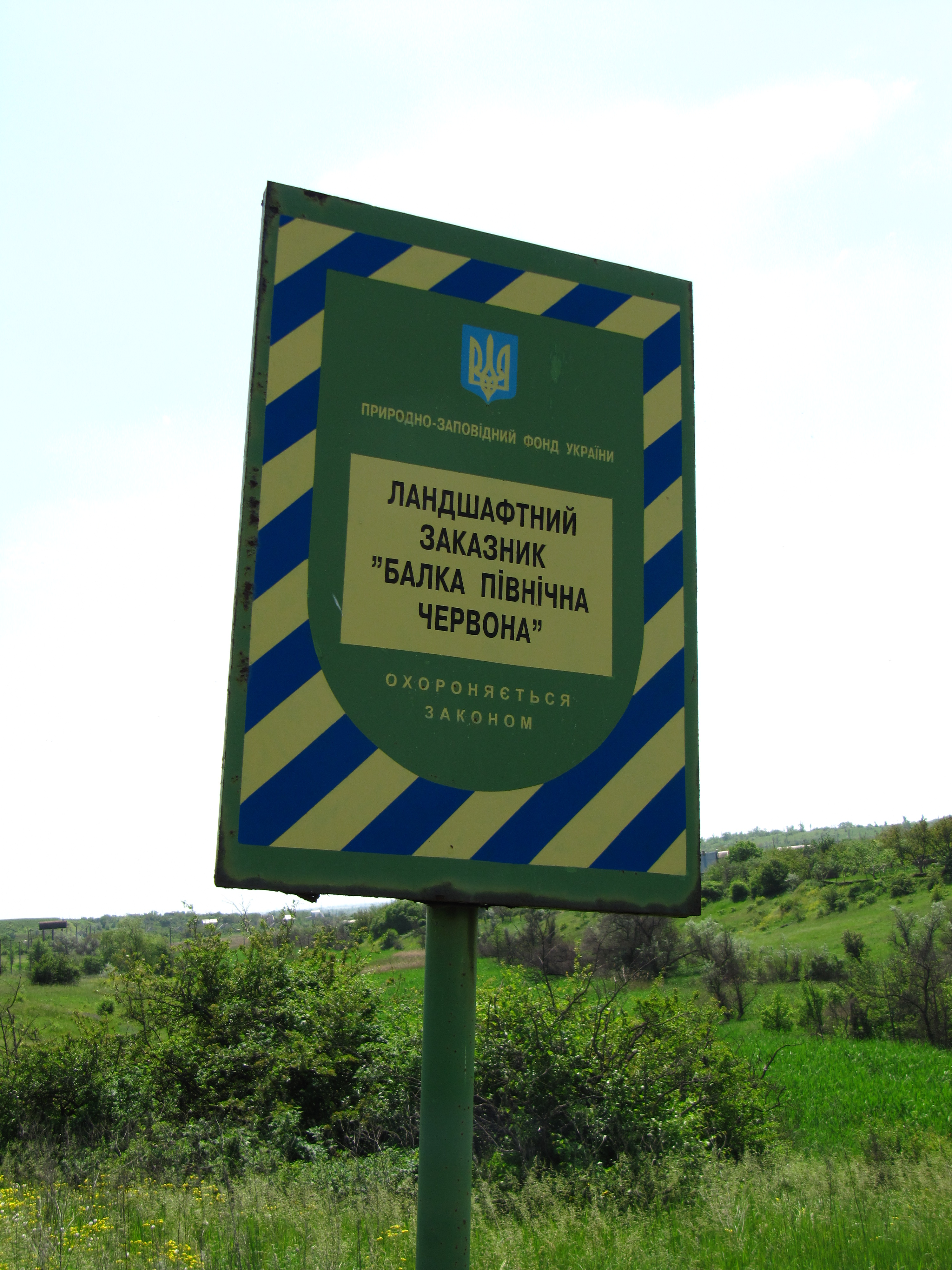
Одна з п'яти природоохоронних табличок балки

Вперше ця територія була взята під охорону як геологічний заказник місцевого значення в 1974 році. Систематичне вивчення рослинного світу балки було розпочате ще в 1972 році науковцями Криворізького відділення Донецького ботанічного саду. У 1983 році територію балки площею 28,3 га оголошено ландшафтним заказником загальнодержавного значення. А в 1988 році заповідна територія збільшилася ще на 26 га за рахунок заказника місцевого значення — Балка Північна Червона.

## Рослинний світ
Багате тут рослинне різноманіття. По днищу балки протікає струмок, а по схилах трапляються різні види рослинності. Тут і степові, і лісові чагарники, лугова рослинність і прибережно-водна, різнотравно-ковилово-типчакові степи та рослинність кам'янистих відслонень. Усього на території балки трапляється 360 видів вищих рослин. Серед них 46 видів охоронних, з яких 8 видів занесені до Червоної книги України, а 28 — охороняються в області.
На виходах залізистих кварцитів, які є по всій балці, раніше зростали чотири види папоротей, що охороняються в Дніпропетровській області. Це — аспленій північний, голокучник дубовий, пухирник крихкий, щитник шартрський (два останні види тут уже не трапляються).
Зростають також синьоокі проліски, рожевий ряст, жовті квітки тюльпану Біберштейна. На сухих схилах квітнуть півники карликові. Також є горицвіт весняний, сон чорніючий.
Після первоцвітів з'являється квіт мигдалю степового. Серед різнотрав'я трапляється буквиця лікарська, чебрець, підмаренники, астрагали, молочаї, купина, барвінок, різні види цибуль та волошок, ковила.

## Тваринний світ
Найбільше тут комах — близько чотирьох сотень видів. Безліч різноманітних бабок — коромисло велике, коромисло синє, коромисло руде, звичайна стрілка, бабка решітчаста, бабка бронзова, червонокнижний вид красуня-діва з синіми крильцями. Багато видів жуків: чорнотілка і бронзівка, сонечко семикрапкове і двадцятидвокрапкове, клоп-солдатик тощо. Трапляються тут цикадки, цвіркуни, коники, богомоли і червонокнижний вид, представник ряду двокрилих — ктир гігантський.
Також тут мешкають мурашки-женці і мурахи чорні. Над квітами кружляють медоносні бджоли та галльські оси, жужелиці, джмелі — кам'яний та польовий. Сім видів джмелів занесені до Червоної книги — джміль лезус, джміль моховий, джміль глинистий та інші. Але найбільше метеликів: жовтянки, лимонниці, капустянка Галатея, бархатниці, бояришниці, синявець Ікара, червонець тощо. Особливо цінними є червонокнижні метелики — подалірій, ведмедиця Гера, ведмедиця-дівчинка, махаон, Поліксена.
Багато видів птахів. Наприклад, болотяний лунь, срібляста чайка, звичайний мартин, жайворонок польовий, ластівки — сільська та міська, жовта та біла плиски, соловейко східний, сорока, одуд тощо.
У струмках є ропухи. У заростях чагарників чотирисмуговий полоз та полоза жовточеревного, плазуни, занесені до Червоної книги України. Звичайними мешканцями балки є зайці.

## Галерея

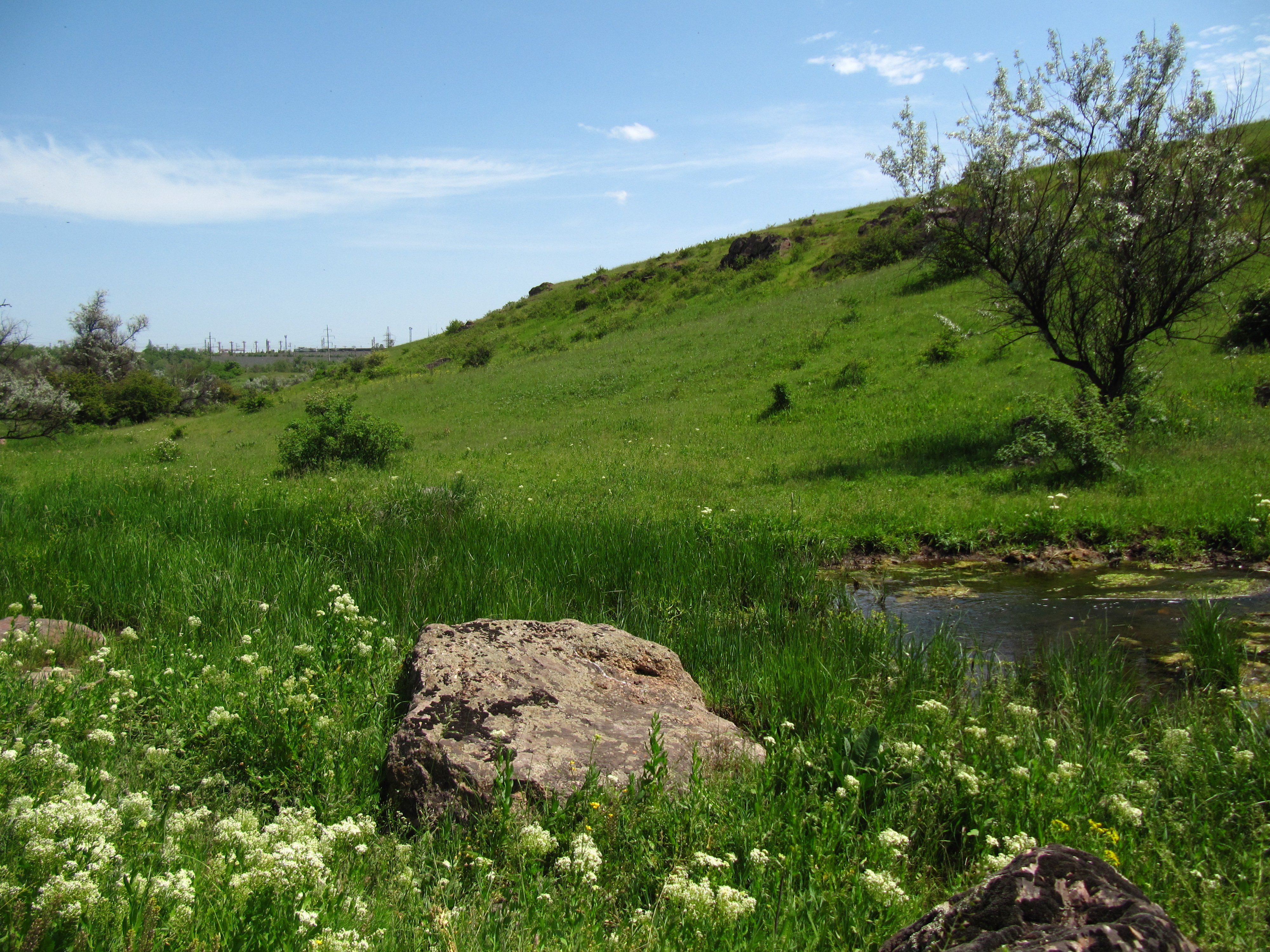
дно балки та вид на її скелястий південно-східний схил
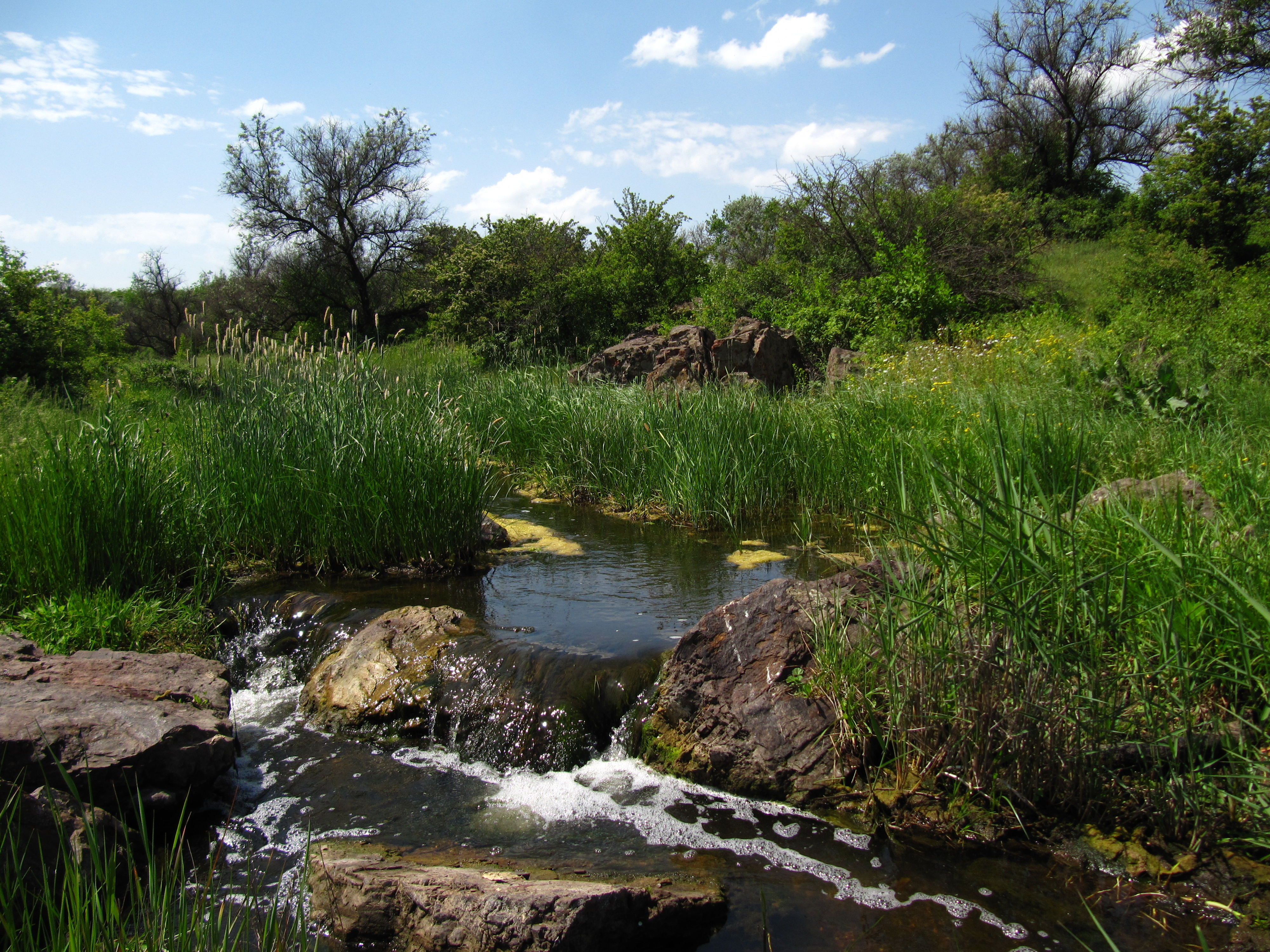
перекоти червоного струмка
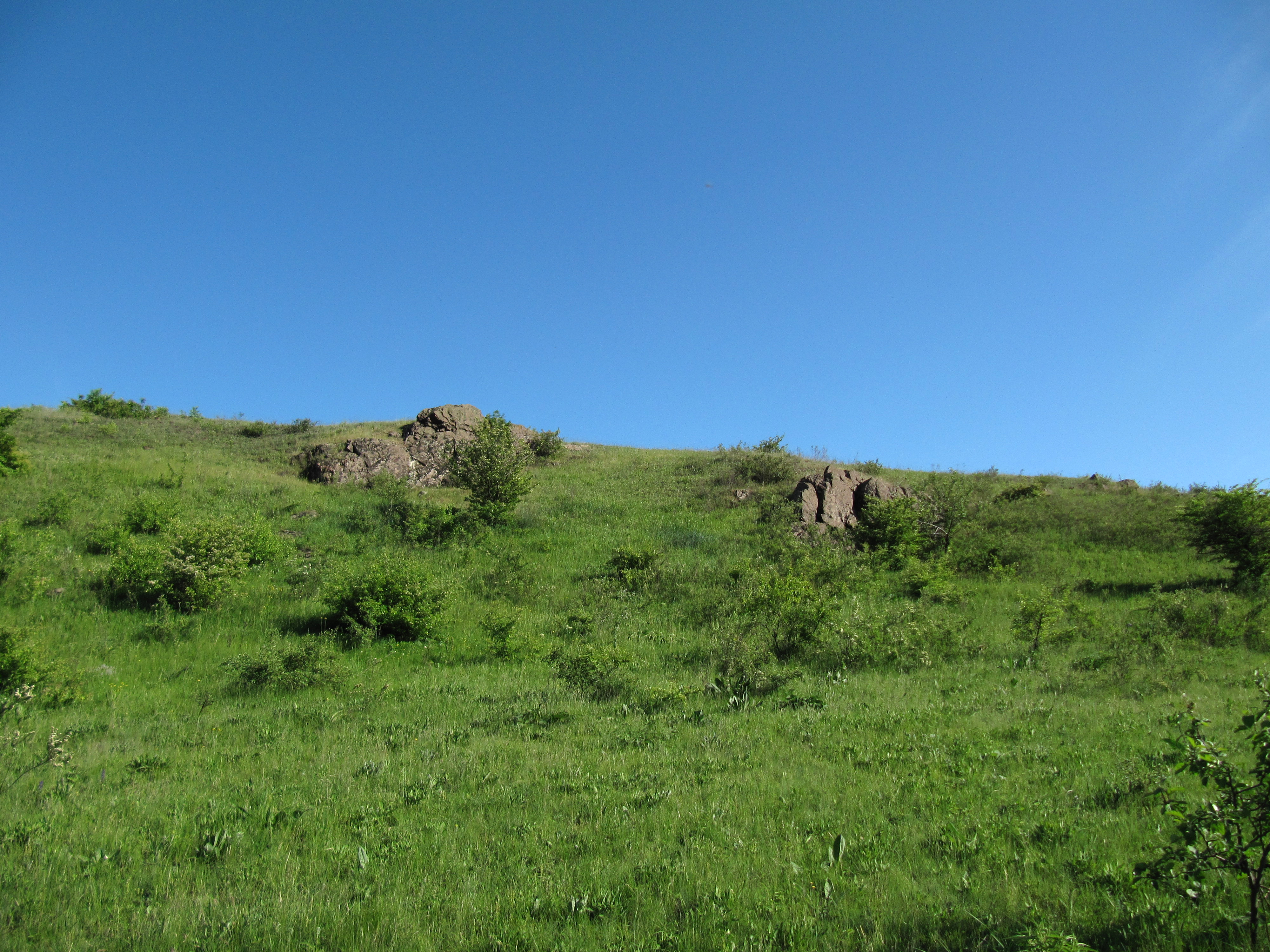
Балка Північна Червона
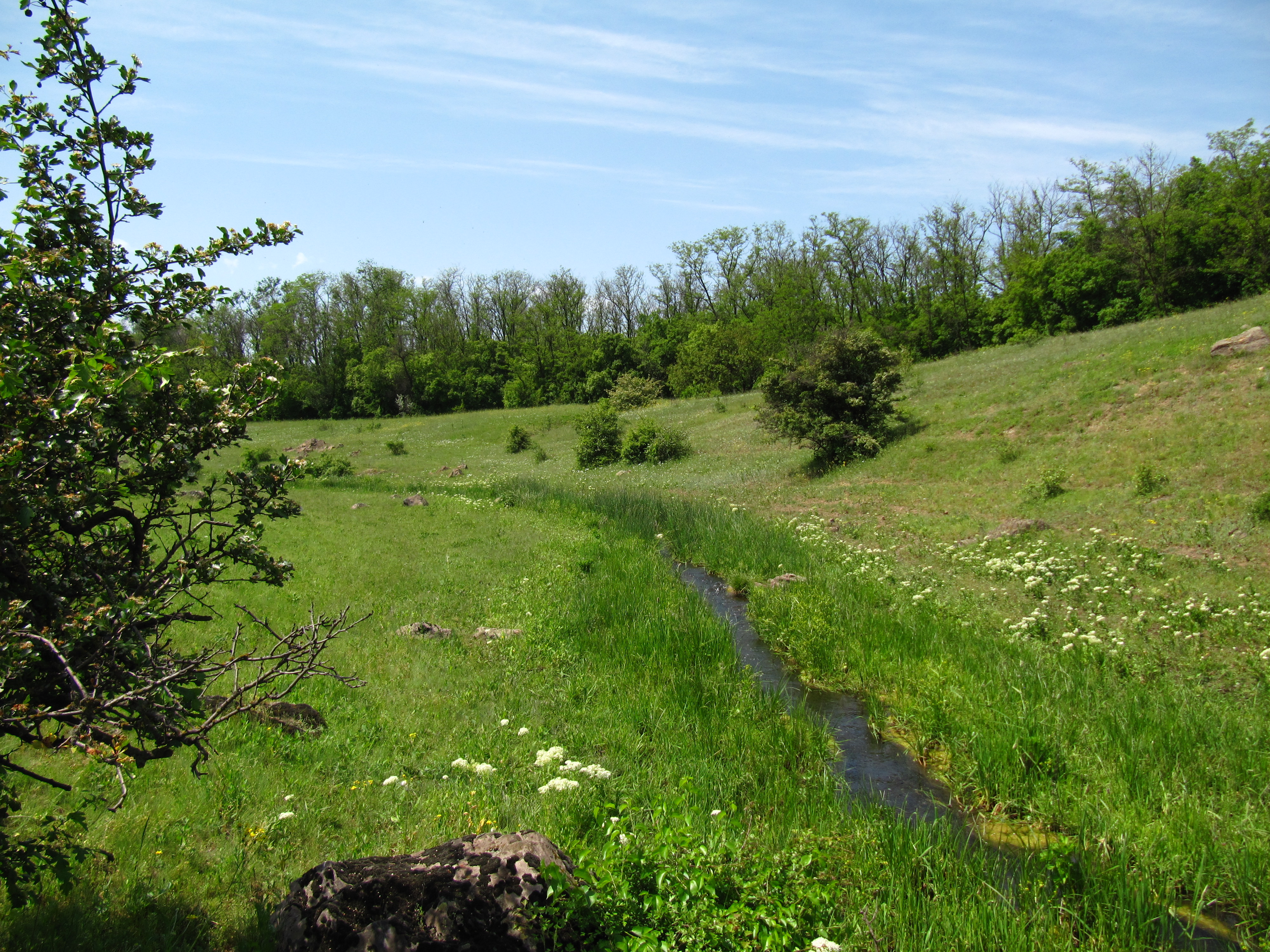
Червоний струмок
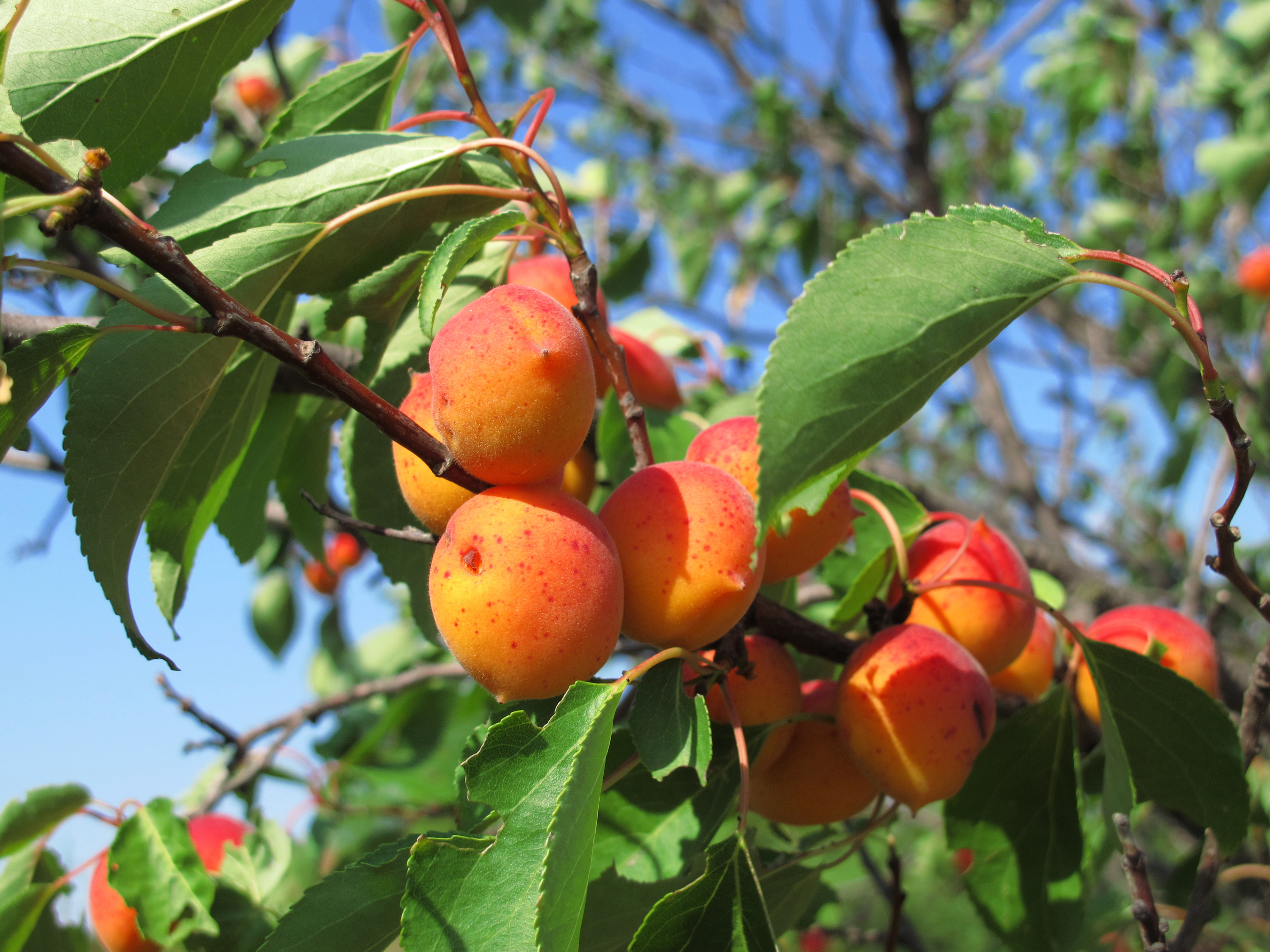
Дикі абрикоси на схилі балки
- Звукова атмосфера Червоної балки у травні